# Birthamoides
Birthamoides is een geslacht van vlinders van de familie slakrupsvlinders (Limacodidae).

## Soorten
- B. angustipennis Hering, 1931
- B. bilineata Swinhoe, 1892
- B. birthama Bethune-Baker, 1904
- B. buruana West, 1937
- B. circulifera Hering, 1931
- B. dinawa (Bethune-Baker, 1904)
- B. extincta Hering, 1931
- B. junctura (Walker, 1865)
- B. plagioscia (Turner, 1902)
- B. ramosa Hering, 1931
- B. rubrimixta Hering, 1931